# Cunaxidae
Cunaxidae  (лат.) — семейство хищных клещей из надотряда Acariformes. Более 300 видов. Встречаются всесветно. Длина тела 0,35—0,5 мм. Свободноживущие клещи с мягкими покровами. Гипостомом сильно удлинённый, гнатосома коническая. Ноги бегательные, стройные. Педипальпы изогнутые, крупные, состоят из 3—5 члеников. На проподосоме развиты 2 пары тактильных щетинок (медиальные и латеральные) и 2 пары трихоботриальных сенсилл. Цикл развития включает яйцо, личиночную, 3 нимфальные стадии и взрослую. Хищники, питаются другими клещами и мелкими насекомыми.

## Систематика
27 родов, более 300 видов. Крупнейший род Cunaxa включает около 50 видов. Для бывшего СССР указывалось 15 видов семейства.
- Bonziinae den Heyer, 1978
  - Bonzia Oudemans, 1927
  - Parabonzia Smiley, 1975 (= Cunabdella den Heyer, 1975)
- Coleoscirinae den Heyer , 1979
  - Coleobonzia den Heyer & de Castro, 2008
  - Coleoscirus Berlese, 1916 (= Lapicunaxa Tseng, 1980 & Pseudocunaxa Smiley, 1975)
  - Neoscirula den Heyer, 1977
  - Pseudobonzia Smiley, 1975
  - Scutascirus den Heyer, 1976
- Cunaxinae Thor, 1902
  - Allocunaxa den Heyer & de Castro, 2008
  - Armascirus den Heyer, 1978 s(=Indocunaxa Gupta & Ghosh, 1980)
  - Cunaxa von Heyden, 1826 (= Scirus Hermann, 1804 & Rubroscirus den Heyer, 1979)
  - Cunaxatricha de Castro & den Heyer, 2008
  - Dactyloscirus Berlese, 1916 (=Rosenhofia Oudemans, 1922)
  - Riscus den Heyer, 2006
- Cunaxoidinae den Heyer, 1979
  - Cunaxoidini den Heyer, 1979
    - Bunaxella den Heyer & de Castro, 2009
    - Cunaxoides Baker & Hoffmann, 1948 (новое имя Eupalus Koch, 1838, преок. жуком Gistl, 1834, Coleoptera)
      - (=Haleupalus Radford, 1950)

    - Dunaxeus den Heyer & de Castro, 2009
    - Funaxopsis den Heyer & de Castro, 2009
    - Qunaxella den Heyer & de Castro, 2009
    - Scutopalus den Heyer, 1980

  - Pulaeini den Heyer, 1980
    - Lupaeus de Castro & den Heyer, 2009
    - Neocunaxoides Smiley, 1975
    - Pulaeus den Heyer, 1980
- ?Denheyernaxoidinae Smiley, 1992
  - Denheyernaxoides Smiley, 1992
- ?Neobonzinae Smiley, 1992
  - Neobonzia Smiley, 1992
- ?Orangescirulinae Bü & Li, 1987
  - Orangescirula Bü & Li, 1987
- ?Paracunaxoidinae Smiley, 1992
  - Paracanaxoides Smiley, 1992
- Scirulinae den Heyer
  - Scirula Berlese, 1887